# جامع الميناء (عكا)
يُعدّ مسجد سنان باشا أو مسجد الميناء من أهم المساجد في عكا، وذلك لموقعه على شاطئ البحر المتوسط، شمال فلسطين، وهو أول دار عبادة للمسلمين في عكا. وقد أطلقت على المسجد عدة أسماء في فترات مختلفة وحسب الدولة الحاكمة، فقد حمل اسم جامع البحر، ومسجد سنان، نسبة إلى بانيه، وجامع الميناء، وجامع الجرينة.
بناه سنان باشا عام 1515م، وفي عام 1816م قام والي عكا سليمان باشا العادل بإعادة بنائه.
صمم بناية مسجد البحر في موقعه الحالي المهندس التركي “سنان باشا العادل” في ولاية سليمان باشا العادل، وتبلغ مساحته نحو 448 مترا مربعا، ويشمل قاعة الصلاة والغرف المرافقة والمراحيض والساحة الداخلية.

بُني المسجد بطراز معماري عثماني، وتحتوي قاعة الصلاة على قبة ضخمة بلغ ارتفاعها نحو خمسة أمتار، وقطرها 8.05 متر، بالإضافة إلى القبة في المدخل مع ثلاثة أقواس إضافية أمامها، وكذلك أماكن للوضوء في ساحة المسجد بجانب المراحيض، ودرج يؤدي إلى المئذنة والسقف، وما زالت المئذنة شامخة وبوضع جيد، بالإضافة إلى الأقواس الداخلية في الواجهات التي تضفي الطابع المعماري المميز، وذلك لدقة صناعتها وضخامتها، علما أن المسجد بني في موقع إستراتيجي قرب الميناء.

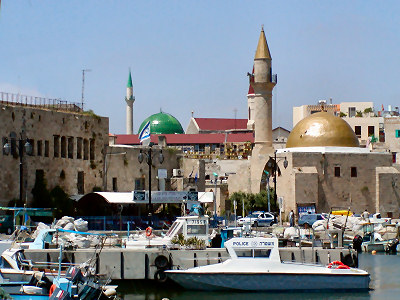
جامع ميناء عكا